# Cristóbal (Panamá)
Cristóbal é uma cidade e condado no Distritos do Panamá, província de Colón (Panamá), Panamá com uma população de 49.422 em 2010. É ficado situado na zona ocidental da ilha de Manzanillo, no lado atlântico do Canal de Panamá. Cristóbal é a tradução espanhola em homenagem a Cristóvão Colombo.
Em 1904, após a declaração de independência do Fronteira Colômbia-Panamá (apoiado pelos Estados Unidos), a Comissão estabeleceu a sua sede provisória em Cristóbal. Até então, os Estados Unidos haviam adquirido os activos da empresa francesa no Canal do Panamá e tinham garantido o uso e controle da zona do canal. Os ativos da Ferrovia do Panamá também caiu sob o controle da Zona do Canal do Panamá, e as suas instalações tornaram-se parte da cidade.